# 父權
父權制或稱家父長制是一種社會制度，在這種制度中，支配地位和特權主要由男子佔據。它既被用作技術人類學術語，指父親、長男或男性羣體控制的家庭或部族，也被用於女性主義理論，用以描述男子支配婦女和兒童的廣泛社會結構。在這些理論中，它常常延伸到各種表現形式，即男子比造成剝削或壓迫的其他人享有社會特權，例如通過男子主宰道德權威和控制財產。父權制社會可以是父系社會，也可以是母系社會，這意味着財產和頭銜分別由男性或女性繼承。
父權制與一套觀念有關，這是一種父權制意識形態，其作用是解釋和證明這種支配地位，並將其歸因於男女之間固有的自然差異。社會學家對父權制是社會產物還是性別先天差異的結果持有不同的看法。社會生物學家將人類的性別角色與其他靈長類動物的性教育行爲相比較，一些人認爲性別不平等主要來自男女之間的遺傳和生殖差異。社會建構主義者對這一論點提出質疑，認爲性別角色和性別不平等是權力工具，已成爲維持對婦女控制的社會規範。建構主義者會爭辯說，社會生物學觀點有助於爲壓迫婦女辯護。
從歷史上看，父權制表現在一系列不同文化的社會、法律、政治、宗教和經濟組織中。大多數當代社會實際上都是父權制社會。

## 词源和用法
父权制的字面意思是“父亲的统治”，来自希腊语 (patriarkhēs)，“种族之父或酋长”，是的复合词 (patria)，“血统，血统，家庭，祖国”（来自 [patēr]，“父亲”)和 (arkhē)，“支配、权威、主权”。
從歷史上看，父權制一詞曾被用於指男性戶主專制統治；然而，從20世紀後期開始，這個詞也被用來指主要由成年男子掌握權力的社會制度。與第二波女性主義有關的作家，如凱特·米列，特別使用這個詞;這些作家試圖利用對父權社會關係的理解，使婦女從男性統治中解放出來。這一父權制的概念是爲了解釋男性主宰是一種社會現象，而不是生物學現象。

## 历史和范围
社会学家西尔维亚·沃尔比(SylviaWalby)将父权制定义为“男性支配、压迫和剥削女性的社会结构和实践体系”。大多数社会都观察到按性别划分的社会分层，权力主要由男性掌握。   

### 史前史
一些人類學、考古學和進化心理學證據表明，大多數史前社會是相對平等的，這表明父權制社會結構直到更新世結束之後才隨着新石器革命后農業和馴化等社會和技術的發展而出现。其他研究人員將性別分工和父權制置於200萬年前的人类演化史中。
根據羅伯特·M。Strozier，歷史研究尚未發現具體的「發起事件」。GerdaLerner斷言不存在單一的事件，並記載了作爲社會制度的父權制在世界不同時期產生於不同地區。一些學者指出大約6000年前（公元前4000年）的社會和技術事件，而另一些學者則認爲大約200萬年前的非洲資源稀缺時期是一個進化過程，是父權制的起源，也是父權制的開始。
在恩格斯撰寫的馬克思主義在《家庭、私有財產和國家的起源》一書中主要闡述的馬克思主義理論，將父權制的起源歸結爲傳統上由男人控制的私有財產的出現。根據這一觀點，男子指導家庭生產，並設法控制婦女，以確保將家庭財產傳給自己的（男性）後代，而婦女則僅限於家務勞動和生育子女。勒納對這一觀點提出異議，認爲父權制是在階級社會和私有財產概念發展之前出現的。
早在公元前3100年，在古代近東就發現男子對婦女的支配地位，限制婦女的生殖能力，被排除在「代表或建立歷史」之外。根據一些研究者的說法，隨着希伯來人的出現，也存在着「將婦女排除在上帝-人類盟約之外」的現象。
考古學家瑪利亞·金布塔斯認爲，從烏克蘭大草原到愛琴海、巴爾幹半島和意大利南部舊歐洲早期農業文化的庫爾幹建築入侵者浪潮形成了男性等級制度，導致西方社會父權制的興起。StevenTaylor認爲，父權統治的興起與社會分層等級政治的出現、制度化的暴力以及與氣候壓力時期有關的分離的個別自我有關。
在《星火燎原：烹饪如何让我们成为人类》一书中英国灵长类动物学家理查德·兰厄姆提出，雄性和雌性之间劳动分工的起源可能起源于烹饪的发明，据估计在1到200万年前，与人类获得对火的控制同时发生。这个想法最早是由弗里德里希·恩格斯(FriedrichEngels)在1876年的一篇未完成的论文中提出的。

### 古代历史
一位著名的希腊将军美诺在柏拉图式的同名对话中总结了古典希腊关于男女各自美德的普遍观点。他说： 
首先，如果你取一個人的美德，人們很容易說一個人的美德就是：他有能力管理他的城市事務，管理好這些事務，以便利他朋友，傷害他的敵人，並且注意避免痛苦傷害自己。或者拿女人的美德來說，不難把它形容爲：管好房子，在室內看管財產，服從丈夫。——Meno，柏拉圖十二卷
亚里士多德的作品将女性描绘成在道德、智力和身体上都低于男性；视女人为男人的财产；声称妇女在社会中的作用是生育和为家庭中的男人服务；并认为男性对女性的统治是自然而美德的。
《父權制的創造》一書的作者格爾達·勒納說，亞里士多德認爲女人的血液比男人冷，這使得女人不能進化成男人，亞里士多德認爲這種性別是完美和優越的。MaryanneClineHorowitz指出，亞里士多德認爲「靈魂貢獻創造的形式和模式」。這意味着，世界上任何不完美之處，都必須由女人引起，因爲一個人不能從完美中獲得不完美之處（他認爲是男人）。亞里士多德在他的理論中具有等級統治結構。勒納聲稱，通過一代又一代的父權制信仰體系，人們習慣於相信男人比女人優越。這些符號是孩子們長大後學習的基準，父權制的循環遠遠超過希臘人。
埃及沒有留下任何哲學記錄，但是希羅多德留下了他對埃及婦女和雅典婦女角色對比的震驚的記錄。他指出，埃及婦女進入市場，從事貿易。在古埃及，中產階級婦女有資格參加地方法庭，從事房地產交易，繼承或遺贈財產。婦女還獲得了貸款，並見證了法律文件。雅典婦女被剝奪了這種權利。
然而，随着受亚里士多德教育的亚历山大大帝的征服，希腊的影响得以传播。
在中國這一時期，性別角色和父權制仍受儒家思想的影響。儒學作爲漢代官方宗教，對女性的行爲、社會地位、道德行爲都有很強的規範性。儒家的《三從四德》將女性的忠誠和服從置於價值之上。也就是說，順從的女人婚前要服從父親，婚後要服從丈夫，守寡要服從大兒子，賢淑的女人要遵守性禮儀、說話要典雅、端莊。工作上要勤勞。儒家弟子班昭在《女誡》一書中寫道，女人最關心的是在父權人物如丈夫或父親面前從屬，她們不需要關心自己的智慧或才能。班昭是中國早期婦女教育的倡導者，然而，她關於婦女平庸和奴役行爲的廣泛論述卻使其他人覺得，這種敘述是企圖將婦女置於當代女性主義視野中的錯誤願望的結果。與三從四德類似，《女誡》也被作爲道德準則用於正確的女性行爲，幾個世紀以來一直被廣泛接受。

### 后古典史

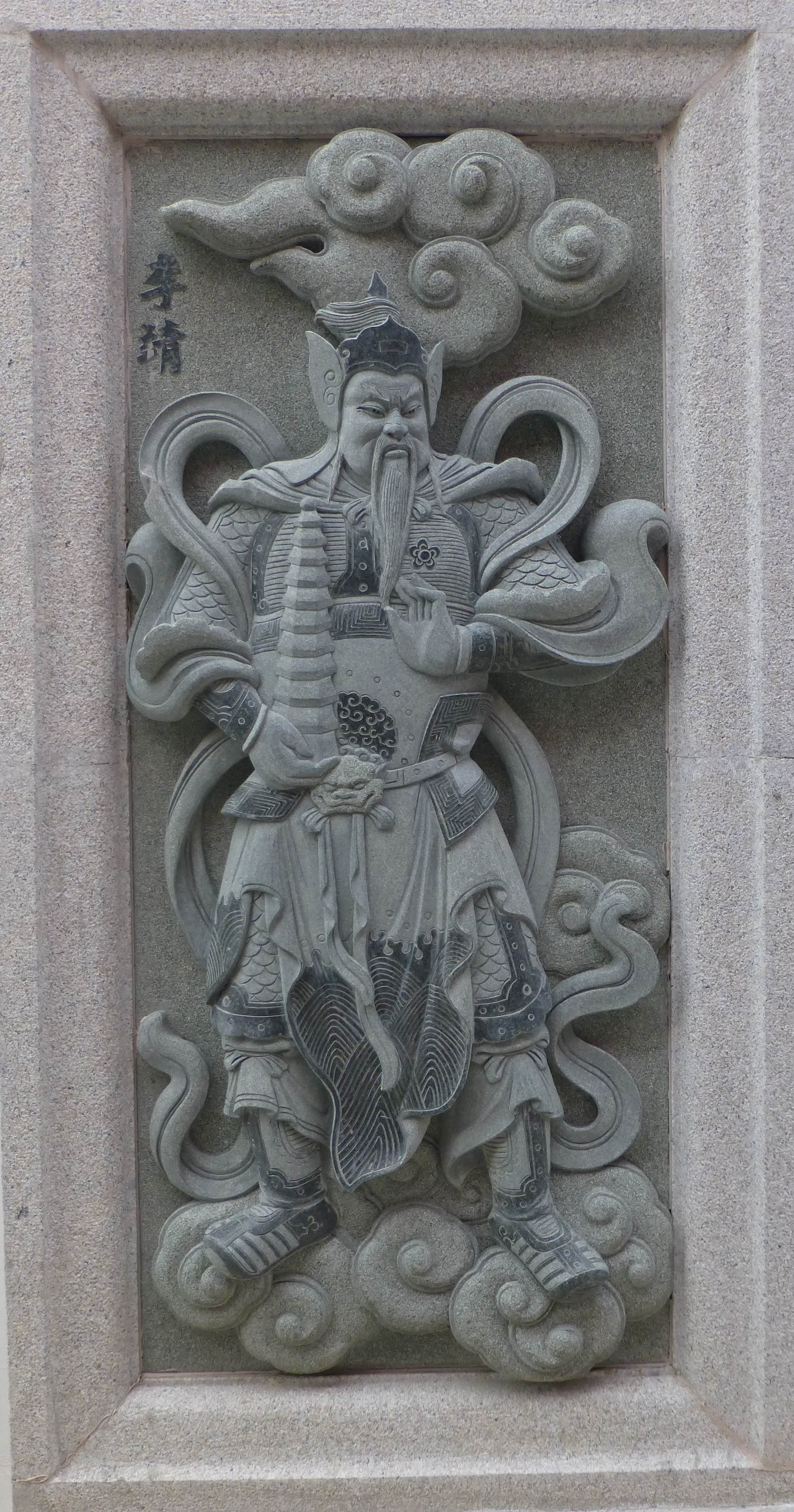
哪吒神话常用来隐喻父权的压迫

在中國明朝，守寡婦女被認爲永遠不會再婚，未婚婦女則被認爲一生貞潔。《列女传》是一本包含儒家貞女思想的女性傳記的書，在明代廣爲流傳。按照這種新儒家理想生活的婦女在官方文件中受到讚揚，有些婦女還建立了紀念她們的結構。
在古代日本，社會權力分佈更加均勻，特別是在神道崇拜天照神的宗教領域，古代文獻中大量提到大祭司和魔術師。然而，與西方君士坦丁同時代，「日本天皇改變了日本的崇拜方式」，在宗教女性主義者所謂的「父權革命」中賦予男神至高無上的地位，壓制了女性的精神力量。

### 近现代史
儘管16世紀和17世紀的許多理論家同意亞里士多德關於婦女在社會中的地位的觀點，但直到1680年以後的某個時候，他們都沒有試圖證明基於父權制家庭的政治義務。父權政治理論與羅伯特·菲爾默密切相關。1653年之前，菲勒完成了一部名爲《祖師爺》的作品。然而，直到他死後才出版。在書中，他捍衛國王的神聖權力，根據猶太教-基督教的傳統，王位繼承自亞當，人類第一人。
然而，在18世紀後半葉，父權制的教士情緒正面臨來自知識權威的挑戰——德尼·狄德罗的百科全書否認父權繼承，說：「……理由告訴我們，母親擁有與父親同等的權利和權威，因爲強加給孩子的義務源自於母親。因爲父母對將她們帶入這個世界負有同等責任。因此，上帝關於子女服從的實在法則毫無區別地結合了父親和母親;兩人都對子女具有某種支配地位和管轄權……」
在19世紀，各種婦女開始質疑普遍接受的基督教經文的父權制解釋。貴格會成員薩拉·格里姆凱對男性翻譯和詮釋與性別角色有關的段落的能力表示懷疑。她建議對有關婦女的段落進行其他翻譯和解釋，並對一些詩句進行了歷史和文化批評，認爲這些詩句的訓誡適用於特定的歷史情況，不應被視爲普遍命令。
伊麗莎白·凱迪·斯坦頓利用格里姆凱對聖經來源的批評爲女性主義思想奠定了基礎。她出版了《女性聖經》，提議對舊約和新約進行女性主義解讀。女性主義理論進一步擴大了這種傾向，它譴責了猶太-基督教父權制傳統。2020年，社會理論家和神學家伊萊恩·斯托基（ElaineStorkey）在其著作《宗法世界的婦女》（WomeninaPeratoryWorld）中重述了30名聖經婦女的故事，並將她們今天面臨的挑戰應用到婦女身上。她同時從希伯來聖經和新約聖經中分析父權制的不同，並勾勒出舊約中妓女拉合的悖論，拉合在《新約雅各書信》和《希伯來書信》中成爲榜樣。邁克爾·格羅斯伯格在他的文章《司法宗法:世紀之交的家庭法》中創造了司法宗法這一短語，指出"法官成爲家庭和國家之間的緩衝器"，"司法宗法主宰家庭法，因爲在這些體制和階級內部的競爭中，法官成功地保護了家庭法。ng他們對管理爐竈的法律的權力。:290–291
在中國清朝，規範道德、性和性別關係的法律仍然以儒家教義爲基礎。男子和婦女都受到關於性行爲方面的嚴格法律的約束，但是與婦女相比，男子很少受到懲罰。此外，對於婦女的懲罰通常會伴隨著強烈的社會污名，這種污名會讓婦女無法嫁人，但卻並不會影響男性。在中華人民共和國，尽管法律文字禁止任何形式的殺害女嬰，社會上依然存在有選擇地殺害女嬰的行為，而監管不到位導致許多此類行為未受處罰。

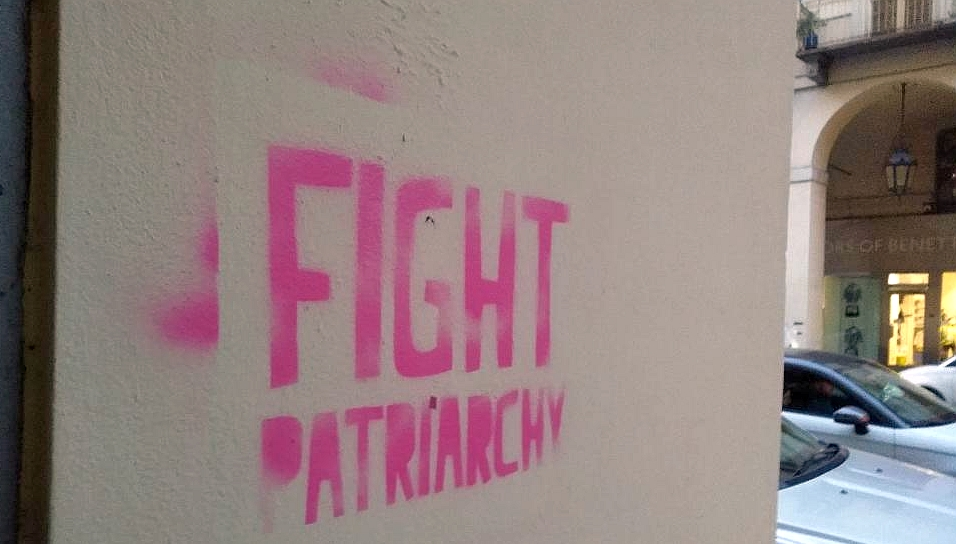
FIGHTPATRIARCHY——都灵的涂鸦

## 女性主义理论
女性主義理論家廣泛地論述父權制，要麼是造成婦女壓迫的主要原因，要麼是作爲互動系統的一部分。激進自由主義女性主義者舒拉密斯·費爾斯通將父權制定義爲壓迫女性的制度。舒拉米斯·费尔斯通認爲，父權制是由男女之間的生理不平等造成的，例如婦女生育子女，而男子生育子女。費爾斯通寫道，父權思想支持對婦女的壓迫，並以生育的喜悅爲例，她稱之爲父權神話。女性必須控制生育才能擺脫壓迫。女性主義歷史學家格爾達·勒納認爲，男性控制女性的性和生殖功能是父權制的根本原因和結果。AlisonJaggar也認爲父權制是婦女壓迫的主要原因。父權制通過疏離婦女的身體來實現這一點。
互動系統理論家艾里斯·瑪麗恩·楊和HeidiHartmann認爲父權制和資本主義相互影響，壓迫女性。他們和其他社會主義和馬馬克思主義女性主義使用父權資本主義或資本主義父權制來描述資本主義和父權制在產生和複製對婦女的壓迫方面的互動關係。根據哈特曼的說法，父權制一詞將壓迫的焦點從勞動分工轉向直接對男性承擔作爲性別責任的道德和政治責任。因此，父權制既具有系統性又具有普遍性，是對馬克思主義階級和階級鬥爭觀念的適應。
在這方面，LindseyGerman代表了一個異常值。德國主張有必要重新定義父權制的起源和來源，稱主流理論「對婦女壓迫和家庭性質的歷史變化幾乎一無所知」。也沒有多少概念表明，不同階級之間的壓迫有多大不同。「相反，父權制不是男子壓迫婦女或性別歧視本身的結果，男子甚至不是這種制度的主要受益者，而是資本本身。因此，女性解放需要「從評估婦女在資本主義社會中的物質地位開始」。在這一點上，德國人與楊或哈特曼不同，他們拒絕接受父權制是女性壓迫的根源（「永恆真理」）。
美國非裔女性主義作家和理論家奥德雷·洛德認爲種族主義和父權制是相互交織的壓迫體系。薩拉·魯迪克（SaraRudick）是一位哲學家，他在母親倫理學背景下撰寫了關於「好母親」的文章，描述了當代母親面臨的困境，這些母親必須在父權制度下訓練自己的孩子。她問「好母親」是否訓練她的兒子在父權制的等級制度中具有競爭力、個人主義和舒適感，知道他在經濟上可能很成功但很卑鄙的人，或者她是否抵制父權制的意識形態，將她的兒子社會化，使其成爲合作和集體，但在經濟上不成功的人。
GerdaLerner在1986年的《父權制的創造》中提出了一系列關於父權制作爲壓迫婦女制度的起源和再生產的主張，並得出結論認爲父權制是社會建構的，被視爲自然無形的。
一些女性主義理論家認爲，父權制是不公正的社會制度，對男女都有害。它通常包括任何喚起男性對女性的支配地位的社會、政治或經濟機制。由於父權制是一種社會結構，因此可以通過揭示和批判性地分析父權制的表現來克服它。
Jaggar、Young和Hartmann是女性主義理論家之一，他們認爲父權制度應該被徹底推翻，特別是異父權家庭，他們認爲異父權家庭是女性壓迫的必要組成部分。家庭不僅通過推動自己的附屬者改變和服從來充當大文明的代表，而且作爲以戶主統治其居民的父權國家統治的組成部分而發揮作用。
許多女性主義者（特別是學者和活動家）呼籲將文化重新定位作爲解構父權制的一種方法。文化再定位與文化變遷有關。它涉及重建一個社會的文化觀念。在父權制這個詞被廣泛使用之前，早期的女性主義者使用大男子主義和沙文主義來大致指同一現象。提交人贝尔·胡克斯辯稱，新術語確定了男子或婦女可以相信和採取行動的意識形態體系本身(男子聲稱比婦女佔支配地位和優越地位)，而以前的術語只意味着男子充當壓迫婦女者。
社會學家JoanAcker分析了父權制的概念及其在女性主義思想發展中所起的作用，認爲父權制是一種「普遍、跨歷史和跨文化現象」，即「婦女處處或多或少地受到男子的壓迫[……]傾向於一種生物本質主義」。
安娜·波勒特將父權制一詞的用法描述爲循環的，並加以解釋。她指出，關於父權制的討論造成了「理論僵局……在應該解釋的內容上貼上結構性標籤」，從而削弱瞭解釋兩性不平等的可能性。

## 生物学理论
其他靈長類動物（例如黑猩猩）關於男性性脅迫和女性抵抗的證詞表明，在人類物種出現之前，父權制背後的性利益衝突。然而，不同靈長類物種中，男性對女性的權力範圍差別很大。例如，在倭黑猩猩（人類的近親）中，男性對女性的脅迫很少（如果有的話）被觀察到，而且倭黑猩猩被廣泛認爲是母系社會結構中的母系。
性別在人類社會中的作用也存在很大差異，在生物學決定人類社會結構的程度方面，學術界沒有達成共識。《大英百科全書》指出，「……許多文化都優先賦予某一性別權力……」。一些人類學家，如弗洛麗安娜·西科迪科拉，認爲父權制是一種文化普遍性，而男性學者大衛·布欽德則認爲罗兰·巴特對前提名一詞的描述，即父權制。然而，確實存在一些人類學家描述爲母系文化的文化。例如，在摩梭族（中國雲南省的一個小社會）中，婦女對決策行使更大的權力、權力和控制。其他社會主要是土著部落羣體中的母系社會或母系社會。

### 作为人类普遍存在的父权制
進化心理學的一個早期理論解釋了父權制的起源，其出發點是女性幾乎總是比男性投入更多的精力來生產後代，因此，在大多數物種中，女性是男性競爭的一個限制因素。這有時被稱爲貝特曼原則。它表明，女性優先考慮那些能夠控制更多資源的男性，從而導致男性爲了獲得資源和權力而相互競爭。
一些社會生物學家，如史蒂文·戈德伯格，認爲社會行爲主要是由遺傳決定的，因此父權制更多地產生於固有的生物學而非社會條件。戈德伯格認爲父權制是人類文化的一個普遍特徵。1973年，戈德伯格寫道，「對每一個被觀察到的社會的民族學研究都明確指出，這些情感存在，實際上沒有任何變化。」戈德伯格在人類學家中批評道。關於戈德伯格關於「男人和女人的感覺」的說法，埃莉諾·利考克在1974年反駁說，關於婦女態度的數據「稀少和矛盾」，關於男子對男女關係的態度的數據「含糊不清」。此外，沒有考慮殖民主義對研究中所代表的文化的影響。
人类学家和心理学家芭芭拉·斯穆茨(BarbaraSmuts)认为，父权制是通过男性的生殖利益与女性的生殖利益之间的冲突在人类中演变而来的。她列出了它出现的六种方式：
1. 女性盟友减少
2. 男女联盟的详尽阐述
3. 男性对资源的控制增加
4. 男性等级制度的形成增加
5. 加强男性对女性控制的女性策略
6. 语言的演变及其创造意识形态的力量。[103]

### 性激素和社会结构的因素
靈長類動物中的父系和母系社會結構可能由性激素介導。例如，倭黑猩猩表現出母系社會結構，雄性比父系黑猩猩睾丸激素水平低。激素被宣佈爲「性宇宙的關鍵」，因爲它們存在於所有動物中，是兩個關鍵發展階段的驅動力:胎兒性別決定和青少年個體青春期。睾酮和雌激素分別被冠以「男性荷爾蒙」和「女性荷爾蒙」的標籤，因爲它們在男性化或女性化身體中扮演的角色。它們也可能與個體、性別和物種之間的心理和行爲差異有關。例如，睾酮與支配性和攻擊性行爲以及男性典型的性行爲有關。研究還發現，高出生前睾酮或低手指比與男性攻擊性強有關。
在人類中，父權制社會結構可能由於中間性選擇（即女性配偶選擇）或性內選擇（即男性-男性競爭）而演變。與睾丸激素相關的身體特徵，如面部毛髮和低聲音，有時被用來更好地瞭解人類進化環境中的性壓力。這些特徵可能是由於女性擇偶的結果，也可能由於男性與男性之間的競爭而出現的。與乾淨利落的男性相比，留着鬍鬚和低嗓門的男性被認爲更具統治力、更具攻擊性、地位更高，這意味着留着臉部毛髮和低嗓門的男性更有可能獲得更高的地位，從而提高生殖成功率。

### 男性犯罪
從生物學的角度探討了男性犯罪問題。大多數犯罪都是男人作為行為人的。社會學家/犯罪學家李·埃利斯對男性犯罪提出了進化論解釋，稱之爲進化神經雄激素理論。世界上最殘忍的罪犯的睾丸素含量最高，而那些因犯下更無害的罪行而服刑的罪犯則更高。
因此，埃利斯認爲，人類男性大腦的進化已經達到了在危險邊緣具有競爭力的程度，而黑社會是男性行爲極端形式的一個例子。
爲了獲得資源、領地、配偶和更高的地位而採取主動和羣體導向的行爲。他的理論，男性戰士假說，假定在整個原始人類歷史上，男性進化成聯盟或羣體，以從事羣體間的侵略，並增加他們獲得資源、配偶和領土的機會。Vugt認爲，這種男性社會動態的進化解釋了人類戰爭史與現代幫派對抗。

## 社会理论
社會學家傾向於拒絕對父權制的生物學解釋，並認爲社會化進程主要負責確定性別角色。按照標準的社會學理論，父權制是代代相傳的社會學建構的結果。這些結構在具有傳統文化、經濟發展較少的社會最爲突出。然而，即使在現代發達社會，家庭、大衆媒體和其他機構傳達的性別信息也大多偏向於具有支配地位的男性。
雖然父權制在科學氛圍中存在，「婦女由於處於懷孕後期或育兒早期而在參與狩獵方面處於生理劣勢的時期很短」，在遊牧民族時期，父權制仍然不斷增長權力。Lewontin等人認爲，這種生物決定論不公正地限制了婦女。在他的研究中，他指出，女性的行爲方式一定不是因爲她們在生物學上傾向於，而是因爲她們被判斷爲"她們是否符合當地女性形象的刻板印象。
女性主義者相信人們產生了性別偏見，這種偏見世代相傳，由受益者來實施。例如，人們歷來聲稱婦女在月經期間不能作出合理的決定。這種說法掩蓋了這樣一個事實，即男人也有一段時期會變得咄咄逼人、不理智;此外，衰老和類似的醫學問題造成的無關影響常常歸咎於更年期，從而擴大了更年期名聲。這些生物學特性以及婦女特有的其他特性，例如她們懷孕的能力，常常被用來作爲軟弱的一個屬性。
社会学家西尔维亚·沃尔比(SylviaWalby)组成了六个重叠的结构，这些结构定义了父权制，并且在不同的文化和不同的时代采用不同的形式：
1. 家庭：女性的劳动更有可能被丈夫剥夺，例如做家务和抚养孩子
2. 有偿工作：女性的报酬可能较低，并面临被排除在有偿工作之外的风险
3. 国家：女性不太可能拥有正式的权力和代表权
4. 暴力：女性更容易受到虐待
5. 性：女性的性更容易受到负面对待
6. 文化：女性在媒体和流行文化中的表现是“在父权制的注视下”。[24]

然而，父權制是自然的，這一觀點遭到許多社會學家的抨擊，解釋說父權制是歷史條件而不是生物學條件造成的。在技術簡單的社會裏，男性的體力和女性的共同懷孕經歷相結合，維持了父權制。技術進步，特別是工業機械，逐漸削弱了體力在日常生活中的重要性。同樣，避孕也使婦女能夠控制她們的生殖週期。

## 精神分析理论
雖然父權制一詞通常指男性統治，但另一種解釋則將其理解爲字面上的「父權統治」。因此，有些人相信父權制不僅僅是指男性對女性的權力，而是指年齡和性別所決定的權力表達，比如年長的男性對女性、兒童和年輕男性。其中一些年輕人可能繼承這些習俗，因此繼續這些習俗與利益攸關。其他人可能會反抗。
這個精神分析模型基於弗洛伊德對正常神經質家庭的描述的修正，並運用俄狄浦斯故事的類比。那些不屬於母/父/子三重唱詩班的人較少受男性權威的支配。
在這種情況下，權力的運作通常是無意識的。一切都是服從的，即使是父親也受制於它的嚴格限制。它體現在日常行爲、習俗和習慣中未言的傳統和慣例中。父親、母親和繼承的長子之間的三角關係常常構成大衆文化的動態和情感敘事，並在求愛和婚姻儀式中表現出來。它們爲組織與家庭無關的權力關係提供了概念模式，例如政治和商業領域。

从这个观点出发，激进的女权主义者舒拉米斯·费尔斯通(ShulamithFirestone)在她1970年的《性辩证法》中写道：
当马克思观察到家庭内部包含了后来在社会和国家中广泛发展的所有对立时，马克思发现了比他所知道的更深刻的东西。因为除非革命连根拔起基本的社会组织，否则生物家庭——权力心理总是可以通过它走私的纽带——剥削的绦虫永远不会被消灭。

### 父权模式
- 圣经父权制
- 中国父权制
- 主宰
- 家父

- 男性中心主义
- 资本主义父权制与社会主义女权主义的案例
- 对应原则（社会学）
- 家庭为国家的榜样
- 家庭经济学
- 女性主义
- 性别角色
- 霸道的男子气概
- 异父权制
- 家庭主妇
- 男性消费能力
- 阳刚之气
- 先天与后天
- 族长（消歧义）
- 宗主教区
- 父系性
- 父系住所
- 男性中心主义
- 父权社会学
- 个人即政治
- 父权之树
- 子宫羡慕
- 原生家庭

### 可比较的社会模型
- 男权主义
- 君主制
- 男性特权
- 母权制

### 对比
- 分享收入/分享育儿婚姻

## 延伸阅读
- Bourdieu, Pierre. . Cambridge, UK: Polity Press. 2001. ISBN 978-0-7456-2265-1.
- Durham, Meenakshi G. . Women's Studies in Communication. 1999, 22 (2): 210–229. doi:10.1080/07491409.1999.10162421.
- Gilligan, Carol. . Cambridge, Massachusetts: Harvard University Press. 1982. ISBN 978-0-674-44544-4.
- Keith, Thomas. https://books.google.com/books?id=r_niDQAAQBAJ&pg=PT29 |chapterurl=缺少标题 (帮助). . Routledge. 2017. ISBN 978-1-317-59534-2.
- Light, Aimee U. https://books.google.com/books?id=XlmmBOGvo6EC&pg=PA453 |chapterurl=缺少标题 (帮助). Boynton, Victoria; Malin, Jo  (编). . Greenwood Publishing Group. 2005: 453–456. ISBN 978-0-313-32737-7.
- Messner, Michael A. . Berkeley Journal of Sociology. 2004, 48: 74–88. JSTOR 41035593.Pdf. （页面存档备份，存于）
- Mies, Maria. . London: Zed Books Ltd. 2014. ISBN 978-1-78360-169-1.
- Smith, Bonnie G.  2. Urbana: University of Illinois Press. 2004. ISBN 978-0-252-02997-4.
- Pilcher, Jane; Wheelan, Imelda.  (PDF). London Thousand Oaks, California: Sage. 2004. ISBN 978-0-7619-7036-1. （原始内容 (PDF)存档于2016-12-30）.